# Порез
Порез је недобровољно плаћање држави које није праћено противуслугом коју би од ње примио платилац пореза. Неплаћање или избегавање или отпор опорезивању се кажњава законом. Порези се састоје од директног или индиректног пореза и могу бити исплаћени у новцу или као радни еквивалент. Већина земаља има систем пореза којим се плаћа за јавне / заједничке / усаглашене националне потребе и функције владе: неке одређују једну стопу пореза на лични годишњи приход, неке користе скалу засновану на годишњим износима прихода, а неке земље су скоро у потпуности без опорезивања или имају врло ниске стопе пореза за одређене области пореза. Неке земље наплаћују порез и на приходе корпорације и дивиденде. Ово се често назива двоструко опорезивање, јер ће поједини акционари који примају ову исплату од компаније такође бити опорезовани на тај лични доходак.

## Преглед
Правна и економска дефиниција пореза разликују се у томе што економисти не сматрају многе трансфере владама као порезе. На пример, неки трансфери у јавни сектор су упоредиви са ценама. Примери обухватају школарину на јавним универзитетима и накнаде за комуналне услуге које пружају локалне власти. Владе такође добијају ресурсе тако што „стварају“ новац и кованице (на пример, штампањем новчаница и ковањем новца), путем добровољних поклона (на пример, доприноса јавним универзитетима и музејима), наметањем казни (као што су казне за саобраћај), задуживањем и конфискацијом богатства. Са становишта економиста, порез је некривичан, мада обавезан пренос средстава са приватног на јавни сектор обрачунат на основу унапред утврђених критеријума и без упућивања на специфичне примљене услуге.
У савременим системима пореза, владе убирају порезе у новцу; мада је опорезивање у материјалним добрима карактеристично за традиционалне или пре-капиталистичке државе и њихове функционалне еквиваленте. Метод опорезивања и владина употреба сакупљених пореза често је предмет дебата у политици и економији. Сакупљање пореза врши владин огранак као што је Канадска агенција за приходе, Служба унутрашњих прихода (IRS) у Сједињеним Америчким Државама или Служба прихода и царина њеног величанства (HMRC) у Уједињеном Краљевству. Када порез није у потпуности исплаћен, држава може да наметне грађанске казне (као што су новчане казне или одузимање имовине) или криминалне санкције (као што је затварање) дужничког ентитета или појединца.

## Сврха и ефекти
Наплаћивање пореза има за циљ повећање прихода за финансирање владе и / или промену цена како би се утицало на потражњу. Државе и њихови функционални еквиваленти су током историје користили новац који се обезбеђује порезом да би извршили многе функције. Неке од њих укључују и трошкове економске инфраструктуре (путеви, јавни превоз, санитарије, правни системи, јавна сигурност, образовање, здравствени системи), војска, научно истраживање, култура и уметност, јавни радови, дистрибуција, прикупљање и дисеминација података, јавно осигурање, као и деловање саме владе. Способност владе да подигне порез назива се њен фискални капацитет.
Када трошкови премашују пореске приходе, влада гомила дуг. Део пореза се може користити за отплаћивање прошлих дугова. Владе такође користе порезе за финансирање социјалне помоћи и јавних услуга. Ове услуге могу укључивати образовне системе, пензије за старије особе, накнаде за незапосленост и јавни превоз. Системи управљања енергијом, водом и отпадом су такође уобичајене јавне службе.
Према присталицама теорије прављења новца, порези нису потребни за приходе владе, докле год је влада у спору око издавања декретног новца. Према овом мишљењу, сврха пореза је одржавање стабилности валуте, изражавање јавне политике у погледу расподеле богатства, субвенционирање одређених индустрија или група становништва или изоловање трошкова одређених накнада, као што су аутопутеви или социјална помоћ.
Ефекти се могу поделити у две фундаменталне категорије::
- Порези изазивају ефекат прихода, јер они смањују куповну моћ пореских обвезника.
- Порези изазивају ефекат супституције кад опорезивање изазива супституцију између опорезивих производа и робе без пореза.

Ако се узму у обзир, на пример, две нормалне робе, x и y, чије су цене респективно  и  и ограничење индивидуалног буџета дато једначином , где је Y приход. Нагиб буџетског ограничења, на графику где је добро x представљено на вертикалној оси и добро y на хоризонталној оси, једнак је . Почетни еквилибријум је у тачки (C), у којој су буџетско ограничење и крива индиферентности тангенте, уводећи један  порез на y добро (буџетско ограничење  ), нагиб буџетског ограничења постаје једнак . Нови еквилибријум је сада у тангентној тачки (А) са нижом кривом индиференције.
Као што се може приметити, увођење пореза доводи до две последице:
1. Он мења потрошачев реални приход (мање куповне моћи)
2. Он подиже релативне цене y добра.

Ефекат прихода показује варијацију квантитета добра y дату променом реалног прихода. Ефекат супституције показује варијацију добра y одређену релативном варијацијом цена. Ова врста опорезивања (која изазива ефекат супституције) може се сматрати дисторзијом.
Други пример може да буде увођење паушалног пореза на приход, са паралелним померањем буџетског ограничења наниже, што може да произведе већи приход са истим губитком потрошачког утрошка у односу случај пореза на имовину. Са друге тачке гледишта, исти приход може да буде остварен уз ниже жртвовање утрошка. Исти резултат, остварен паушалним порезом на приход, може се добити следећим типовима пореза (сви они изазивају само померање буџетских ограничења, без узроковања ефекта супституције), нагиб буџетског ограничења остаје исти:
- Општи порез на потрошњу: (буџетско ограничење: )
- Пропорционални порез на доходак грађана: (буџетско ограничење: )

Када су t и τ стопе изабране поштујући ове једначине (где је t стопа пореза на приход а тау стопа пореза на потрошњу):
{\displaystyle {\frac {1}{1+\tau }}=1-t\Rightarrow t={\frac {\tau }{1+\tau }}}
ефекти ова два пореза су исти.
Порез ефективно мења релативне цене робе. Стога већина економиста, а посебно неокласични економисти тврде да опорезивање ствара тржишне дисторзије и доводи до неефикасности привреде, осим ако не постоје (позитивне или негативне) екстерналије повезане са активностима које су опорезоване, које би требало да буду интернализоване да се остварио ефикасан тржишни исход. Они су стога настојали да идентификују такав систем опорезивања, којим би се минимизовало ово изобличење. Недавна сазнања сугеришу да у Сједињеним Америчким Државама, савезна влада ефективно опорезива улагања у високо образовање у већој мери него што субвенционише високо образовање, чиме доприноси недостатку квалификованих радника и необично високим разликама у приходу пре плаћања пореза између високо образованих и мање образованих радника.
Порези могу чак имати утицаја на понуду рада: може се посматрати модел, у коме је потрошач изабрао број сати проведених на раду и количину потрошње, и да постоји само једна роба, и да не долази до уштеде прихода.
Потрошачи имају одређени број сати (H), који је подељен између рада (L) и слободног времена (F = H - L). Плаћање по сату се означава са w и оно је индикатор опортунитетног трошка слободног времена, односно прихода ради кога се појединац одриче потрошње додатног сата слободног времена. Потрошња и дужина радног времена имају позитиван однос, више сати на раду значи веће зараде, и под претпоставком да радници не уштеде новац, веће зараде подразумевају повећање потрошње (Y = C = wL). Слободно време и потрошња се могу посматрати као два нормална добра (радници морају да бирају између додатног сата рада, што значи веће потрошње, или додатног сата слободног времена) и буџетско ограничење има негативан нагиб (Y = w(H - F)). Крива индиферентности која повезује ова два добра има негативан нагиб и слободно време постаје све важније код високих нивоа потрошње. То је зато што је висок ниво потрошње значи да људи већ проводе много сати радећи, тако да је у тој ситуацији њима потребно више слободног времена, а то значи да они треба да буду плаћени више да би радили додатни сат. Пропорционални порез на приход, мења нагиб буџетског ограничења (сада Y = w(1 - t)(H - F)), и подразумева ефекте супституције и дохотка. Проблем је у томе што ова два ефекта иду у супротним правцима: ефекат прихода показује да се са порезом на приход потрошач осећа сиромашнијим и из тог разлога он жели да ради више, што изазива повећање понуде радне снаге. Са друге стране, ефекат супституције показује да је слободно време, које је нормална роба, сада погодније од потрошње и то подразумева смањење понуде радне снаге. Дакле, укупан ефекат може бити повећање или смањење понуде радне снаге у зависности од облика криве индиферентности.
Лаферова крива приказује количину владиних прихода у функцији пореских стопа. Она показује да након критичне стопе приходи владе почну да се смањују као последица пада понуде радне снаге. Ова теорија изражава да ако се систем налази иза те критичне тачке, смањење стопе пореза треба да подразумева пораст понуде радне снаге, која би заузврат довела до повећања државног прихода.
Владе користе различите врсте пореза и варирају пореске стопе. Они то чине да би распоредили пореско оптерећење међу појединцима или класама становништва укључених у опорезиве активности, као што је пословни сектор, или да би редистрибуирали ресурсе између појединаца или класа у популацији. Историјски, порези на сиромашне су подржавали племство; модерни систем социјалне заштите има за циљ подршку сиромашнима, инвалидима или пензионисаним путем опорезивања оних који су у радном односу. Осим тога, порези се примењују како би се финансирала страна помоћ и војна улагања, како би се утицало на макроекономски учинак економије (владина стратегија за то се назива њеном фискалном политиком; видети такође пореске олакшице), или да би се модификовали обрасци потрошње или запослености унутар привреде, тако што неке класе трансакција чине мање или више атрактивним.
Државни порески систем често одражава њене јавне вредности и вредности оних са тренутном политичком моћи. Да би се створио систем опорезивања, држава мора да направи избор у погледу расподеле пореског оптерећења - ко ће платити порезе и колико ће платити - и како ће сакупљени порези бити потрошени. У демократским земљама где јавност бира оне који су задужени за успостављање или администрирање пореског система, ови избори одражавају тип заједнице коју јавност жели да створи. У земљама у којима јавност нема значајан утицај на систем опорезивања, тај систем може боље одражавати вредности оних који су на власти.
Сви велики бизниси имају административне трошкове почевши од процеса прикупљања прихода од купаца, па до добављача робе или услуга које се купују. Опорезивање се не разликује; ресурс прикупљен од јавности путем опорезивања је увек већи од износа који може користити влада. Разлика се назива трошковима поштовања и тиме су обухваћени (на пример) трошак радне снаге и други трошкови настали при спровођењу пореских закона и правила. Прикупљање пореза намењеног потрошњи у одређену сврху, на пример сакупљање пореза на алкохол за директно плаћање центара за рехабилитацију алкохолизма, назива се хипотекацијом. Министри финансија обично не подржавају ту праксу, јер се њом умањује њихова слобода деловања. Неки економски теоретичари сматрају да је хипотекација интелектуално непоштена, јер у стварности новац је замењив. Осим тога, често се дешава да порези или иницијативе који су иницијално намењени финансирању неких конкретних владиних програма, касније бивају преусмерени у генерални фонд владе. У неким случајевима, такви порези се прикупљају на суштински неефикасне начине, на пример путем путарина за аутопутеве.
Пошто владе исто тако решавају и комерцијалне спорове, нарочито у земљама са општим законодавством, слични аргументи се понекад користе за оправдавање пореза на промет или пореза на додату вредност. Неки (либертаријанци, на пример) портретишу већину или све форме пореза као неморалне због њихове присилне (и стога на крају принудне/насилне) природе. Најекстремније антипореско гледиште, анархокапитализам, сматра да би све социјалне услуге требало да добровољно купи особа која их користи.

## Историја пореза
Од када постоји држава, постоји и потреба да се она финансира. Начин њеног финансирања се веома мењао током времена.
У старија времена (антика и средњи век) , порези су били мање важни него данас, а држава и владалац више су се ослањали на приходе од крунске земље и рудника племенитих метала, који су се налазили у владаочевој својини. Владалац је, као власник свега постојећег, користио и рад поданика за своје и државне потребе, а без опорезивања. Снажније државе наплаћивале су трибут од покорених држава.
Ипак, и тада су постојали извесни порези, односно дажбине. У Египту се помињу порез на уље за кување и главарина, у Грчкој царина и главарина на робове и странце, у Риму главарина у ранијем периоду, а касније порез на наслеђе и на промет (жито, со), као и царина.
И у средњем веку приходи од крунских домена остају важан извор прихода владаоца и државе, али се шире порези у облику главарине, пореза на земљу и наслеђе и разних других дажбина. Део пореза плаћа се у натури, као део жетве или у стоци. Црква стиче велике приходе кроз разне дажбине.
Појава и раст многих пореза чврсто је везана за ратове и потребу коју они доносе да се у кратком року знатно повећа државни приход. Тако је први порез на доходак грађана уведен у Енглеској 1799. године како би се финансирао рат са Наполеоном. И касније су скокови у опорезивању резултат ратова (на пример, I и II светског), после којих порески терет није у потпуности враћан на пређашњи ниво.
Прогресиван порез на доходак уведен је први пут у Пруској 1853, а затим у другим земљама (Британија 1907, САД 1913, Француска 1917).
У Енглеској је у средњем веку наплаћиван порез и за сваки прозор на згради. Порески обвезници су зато зазиђивали прозоре да би плаћали мањи порез. Последица такве пореске политике се и данас може видети на неким зградама у Лондону.
Током ропства под Турцима, Турци су наплаћивали чак и порез који се звао „жвакалица“. Због ропства под Турцима, и дан данас многи Црногорци не плаћају потребне порезе држави, јер поистовјећују плаћање пореза са плаћањем данка, које сматрају за велику срамоту.

## Типови пореза
Основна подела пореза је на непосредне и посредне. Непосредни порези су они које плаћају порески обвезници који их и сносе (порези на доходак грађана, добит предузећа и слично), док се код посредних пореза (порези на промет, царине и слично) унапред зна да ће их порески обвезних (трговинско предузеће или увозник) пребацити на неког другог (потрошача). Подела је ипак непотпуна и нејасна, будући да постоји преваљивање и непосредних пореза, па није увек јасно ко их сноси.
Основни порези су:
Порез на доходак грађана, који покушава да обухвати све приходе једног грађанина (или понекада породице). Погодан је за редистрибуцију и обично прогресиван, како би се јаче захватили дохоци најбогатијих. Знатна прогресивност из првих деценија после II светског рата (маргинална пореска стопа и до 70%) напуштена је у већини земаља, јер се показала негативно са становишта продуктивног рада, инвестирања и одлива капитала из земље. Сада је прогресија обично умерена, или је чак нема. Од укупног прихода обично се одбијају неке ставке да би се добио опорезиви доходак, као што су издржавање чланова породице, здравствени трошкови, донације и слично. Наплату пореза олакшава техника звана опорезивање по одбитку, где аконтацију пореза не уплаћује сам обвезник, већ онај ко њему уплаћује приход/доходак, као што је послодавац за порез на плату или исплатилац ауторског хонорара.
Порез на добит предузећа, који плаћају предузећа на профит који остваре у једној години. Добит се третира као разлика између укупних прихода и трошкова пословања. Могућа су и додатна умањења, на пример за извршене инвестиције, убрзану амортизацију и слично. Стопа је увек пропорционална. У Србији је 2004—2006. године 10%
Порез на промет је монофазни порез који се наплаћује у малопродаји. И даље постоји у САД.
Порез на додату вредност је порез на промет који се наплаћује у свакој фази промета. Идеја је да се узајамном контролом платилаца пореза, а у сопственом интересу, смањи степен избегавања плаћања пореза. Први пут примењен у Француској, а данас га користи велика већина земаља у свету. Србија га је увела 1. јануара 2005. године.
Акциза је додатан и висок порез на промет који се обично наплаћује на робу са ниском еластичношћу тражње, као што су алкохол, дуван, нафта и деривати.
Порез на имовину је порез којим се обично обухватају непокретна имовина и, понекад, вредносни папири. Обично припада локалним властима.
Порез на наслеђе. Идеја са овим порезом је да се макар повремено, у тренутку смрти власника, опорезује укупан капитал појединца или породице. У Србији су наследства најближих рођака изузета од пореза.
Порез на капиталне добитке је порез који се плаћа у тренутку продаје неке имовине (некретнине, вредносни папири итд) на њену увећану вредност од тренутка набавке.

## Порески рајеви
Порески рајеви су државе или делови држава (територије) у којима пореска правила омогућавају минимално ефективно пореско оптерећење.